# Vifta med händerna
„Vifta med händerna” – czwarty singel szwedzkiego muzyka Basshuntera będący wynikiem współpracy z duetem o nazwie Patrik & Lillen, wydany w 2006 roku, singiel z debiutanckiego albumu Basshuntera – LOL <(^^,)>.
Singel był notowany przez dwa tygodnie na siódmym miejscu na fińskiej listy Top 20 Singles oraz przez dziesięć tygodni na szwedzkim Top 60 Singles – osiągnął dwudzieste piąte miejsce.

## Produkcja i wydanie
„Vifta med händerna” jest trwającą trzy minuty i pięć sekund piosenką w stylu dance. Piosenka powstała we współpracy z duetem muzycznym o nazwie Patrik & Lillen, a została ona napisana i wyprodukowana przez Basshuntera. Björn Engelman zmasterował utwór w studiu Cutting Room.
28 sierpnia utwór został wydany na debiutanckim albumie studyjnym Basshuntera LOL <(^^,)> jako remiks, a następnie został wydany na singlu zawierającym też wersję Club Edit. Utwór został wydany na niektórych późniejszych wersjach albumu pod tytułem „Throw Your Hands Up”.

## Lista utworów
- CD singel (13 grudnia 2006)[1]

1. „Vifta med händerna” (Radio Edit) – 3:05
2. „Vifta med händerna” (Club Edit) – 4:12

- Digital download (24 grudnia 2006)[2]

1. „Vifta med händerna” (Basshunter Remix) – 3:10
2. „Vifta med händerna” (Short Basshunter Remix) – 4:12

## Teledysk
Teledysk z 2006 roku został wyreżyserowany przez Kima Parrota.

## Pozycje na listach przebojów
| Kraj      | Lista (2006–2007) | Najwyższa pozycja |
| --------- | ----------------- | ----------------- |
| Finlandia | Top 20 Singles    | 7                 |
| Szwecja   | Top 60 Singles    | 25                |